# Platoid jezici
Platoid jezici, naziv za posebnu skupinu benue-kongoanskih jezika čiji je jedini predstavnik jezik Sambe [xab] iz Nigerijske države Kaduna. 
Svega šest govornika (Blench 2003). Vidi i Plateau jezici.